# سرباز جهانی: احیا
سرباز جهانی: احیا (به‌انگلیسی: Universal Soldier: Regeneration) یک فیلم آمریکایی اکشن و علمی تخیلی به کارگردانی و تدوین جان هایمز با بازی ژان-کلود ون دام و دولف لاندگرن که در سال ۲۰۱۰ به صورت ویدئویی منتشر شد. این فیلم دنباله رسمی فیلم سرباز جهانی (فیلم ۱۹۹۲) محسوب می‌شود و دیگر قسمت‌های این مجموعه را کاملاً نادیده می‌گیرد.

## خلاصه داستان فیلم
هنگامی که تروریست‌ها بوسیله بمب هسته‌ای، دنیا را تهدید و به وحشت انداختند، تنها امیدواری جهانیان و انسان‌ها به سرباز جهانی «لوک دوراکس» (با بازی ژان کلود ون دام) است که دنیا را نجات دهد و دوباره فعال شود…

## مشروح داستان
گروهی از تروریست‌ها با نام «جبهه آزادی‌بخش پاسالان» به رهبری فرمانده توپوف، پسر و دختر نخست‌وزیر اوکراین را می‌ربایند و آنان را گروگان می‌گیرند؛ آن‌ها خواستار آزادی هم‌دستان زندانی‌شان ظرف ۷۲ ساعت هستند. افزون بر این، آن‌ها نیروگاه هسته‌ای چرنوبیل را که از پیش آسیب‌دیده است، تصرف کرده‌اند و تهدید می‌کنند که اگر خواسته‌شان برآورده نشود، آن را منفجر خواهند کرد. مشخص می‌شود که یکی از افراد این گروه، یک سرباز جهانی نسل نو (جی‌ان‌جی‌یو) است که توسط دانشمندی شورشی به‌نام دکتر رابرت کالین، مخفیانه به گروه وارد شده است. نیروهای آمریکایی به سربازان نیروهای زمینی اوکراین در محل نیروگاه ملحق می‌شوند، اما پس از آن‌که جی‌ان‌جی‌یو بیشترشان را به‌راحتی می‌کشد، به سرعت عقب‌نشینی می‌کنند. دکتر ریچارد پورتر، همکار پیشین دکتر کالین در برنامهٔ سرباز جهانی، چهار یونیسال را برای مقابله با جی‌ان‌جی‌یو احیا می‌کند، اما همگی آن‌ها یکی پس از دیگری از بین می‌روند.
لوک دووُرو، یونیسال پیشین، که در سوئیس تحت درمان بازتوانی روانی با دکتر ساندرا فلمینگ قرار دارد تا به زندگی عادی بازگردد، بار دیگر توسط ارتش برای شرکت در این مأموریت فراخوانده می‌شود. با نزدیک شدن به پایان مهلت ۷۲ ساعته، نخست‌وزیر آزادی زندانیان را اعلام می‌کند. تروریست‌ها که به خواسته‌شان رسیده‌اند، خوشحال می‌شوند و بمب را غیرفعال می‌کنند. با این حال، دکتر کالین از نتیجه ناراضی است، چون هنوز بخش خودش از معامله به پایان نرسیده. از آن‌جا که جی‌ان‌جی‌یو برنامه‌ریزی شده تا به تروریست‌ها آسیبی نرساند، کالین دومین یونیسال خود را آزاد می‌کند: نسخه‌ای شبیه‌سازی‌شده و ارتقایافته از اندرو اسکات — دشمن دیرینهٔ دووُرو — که به سرعت فرمانده توپوف را می‌کشد. اما دکتر کالین از بی‌ثباتی روانی اسکات غافل مانده بود، و خود توسط مخلوقش کشته می‌شود. اسکات بار دیگر بمب را فعال کرده و برای شکار فرزندان نخست‌وزیر به راه می‌افتد.
در این آشوب، سروان کوین برک به نیروگاه اعزام می‌شود تا فرزندان نخست‌وزیر را نجات دهد. او موفق می‌شود مکان‌شان را پیدا کرده و آنان را به سوی خروج هدایت کند. در مسیر، آن‌ها با جی‌ان‌جی‌یو مواجه می‌شوند. کودکان می‌گریزند و کوین تلاش می‌کند جلوی جی‌ان‌جی‌یو را بگیرد، اما پس از نبردی سخت با ضربهٔ چاقو کشته می‌شود.
با باقی‌ماندن ۳۰ دقیقه به انفجار بمب، لوک دووُرو که بار دیگر تجهیز شده، به نیروگاه فرستاده می‌شود. او همهٔ تروریست‌هایی را که با آن‌ها روبه‌رو می‌شود، می‌کشد. او در جست‌وجوی ساختمان‌ها، فرزندان نخست‌وزیر را در حالی می‌یابد که در گوشه‌ای گرفتار اسکات شده‌اند. اسکات که خاطراتی تحریف‌شده از لوک در ذهن دارد، قصد دارد کودکان را بکشد، اما لوک به او حمله می‌کند و نبردی سخت درمی‌گیرد. در پایان، لوک میله‌ای فلزی را در پیشانی اسکات فرو کرده و با شلیک گلوله‌ای از تفنگ‌ساچمه‌ای درون آن، مغز او را متلاشی می‌کند.
لوک هنگام همراهی کودکان برای رساندن به جای امن، بار دیگر هدف حملهٔ جی‌ان‌جی‌یو قرار می‌گیرد. نبرد آن دو به محل بمب کشیده می‌شود، در حالی که کمتر از دو دقیقه به انفجار باقی مانده است. در میانهٔ درگیری، لوک چاشنی انفجار را جدا کرده و آن را به پشت لباس جی‌ان‌جی‌یو می‌چسباند؛ سپس هر دو از اتاقک راکتور بیرون می‌پرند. جی‌ان‌جی‌یو چاشنی را از پشت خود جدا می‌کند، اما چاشنی منفجر شده و او را از بین می‌برد. نیروهای آمریکایی به‌سرعت وارد صحنه شده و به کودکان رسیدگی می‌کنند، در حالی که لوک محل را ترک می‌کند. جسد کوین در کیسه‌ای سیاه گذاشته شده و همراه با قطعات باقی‌مانده از جی‌ان‌جی‌یو منتقل می‌شود. در لَنگلی، ویرجینیا، جسد کوین در یک محفظهٔ سرمازیستی نگهداری می‌شود تا به‌عنوان یک یونیسال جدید مورد استفاده قرار گیرد، همراه با نسخه‌های شبیه‌سازی‌شدهٔ متعدد از او.

## بازیگران
- ژان کلود ون دم در نقش لوک دوراکس
- دولف لاندگرن در نقش اندرو اسکات

## دنباله فیلم
سرباز جهانی: روز حساب (۲۰۱۲) 